# Hausstock
Le Hausstock est un sommet du massif des Alpes glaronaises à 3 158 m d'altitude, à la frontière entre les cantons de Glaris et des Grisons, en Suisse.

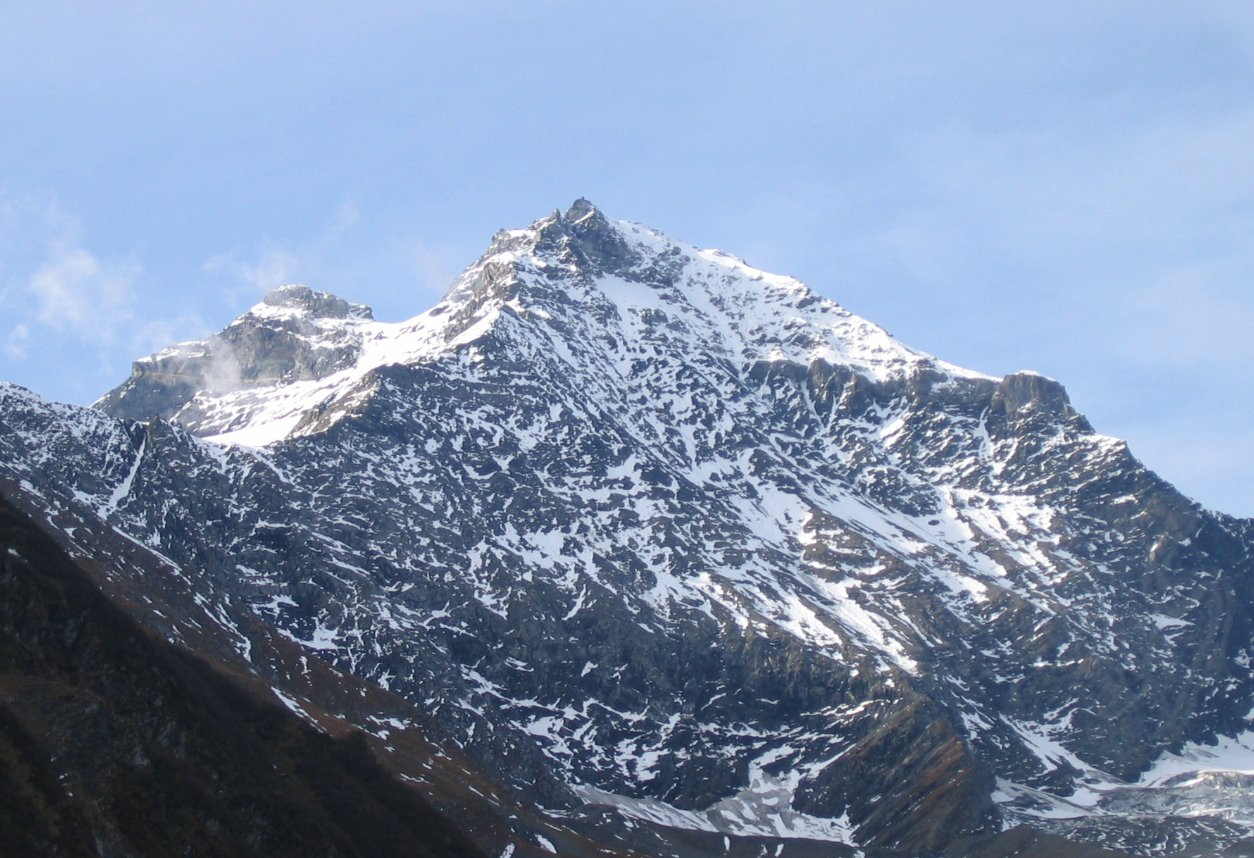
Versant Nord-Ouest